# Trinervitermes trinervoides
Espèce
Trinervitermes trinervoides est une espèce de termites de la famille des Termitidae.

## Répartition
Cette espèce se rencontre en Afrique du Sud, en Namibie, au Zimbabwe et au Mozambique.

## Biologie
Ce termite est essentiellement nocturne. L’espèce stocke de l’herbe dans ses monticules, juste sous la surface, ce qui lui permet de rester inactive en hiver. Les soldats de cette espèce peuvent projeter des composés chimiques qui s'avèrent particulièrement efficaces pour repousser certains insectivores africains tels que le renard à oreilles de chauve-souris.

## Prédateurs
Le protèle est insensible aux composés chimiques projetés par les soldats et constitue donc le principal prédateur de l'espèce : il peut en manger 300 000 en une nuit. L'araignée Heliophanus termitophagus s'attaque aux termitières en déclin (dont la reine est morte sans avoir été remplacée).

## Classification
Le nom valide complet (avec auteur) de ce taxon est Trinervitermes trinervoides (Sjöstedt, 1911).
L'espèce a été initialement classée dans le genre Eutermes sous le protonyme Eutermes trinervoides Sjöstedt, 1911.
Trinervitermes trinervoides a pour synonymes :
- Eutermes auriceps Holmgren, 1913
- Eutermes bulbiceps Holmgren, 1913
- Eutermes dubius Holmgren, 1913
- Eutermes hentschelianus Sjöstedt, 1914
- Eutermes messor Sjöstedt, 1924
- Eutermes trinerviformis Holmgren, 1913
- Eutermes trinervoides Sjöstedt, 1911[7]
- Trinervitermes fuscus Fuller, 1922
- Trinervitermes gemellus thomseni Fuller, 1922
- Trinervitermes havilandi Fuller, 1922
- Trinervitermes hilli Snyder, 1949
- Trinervitermes kurumanensis Fuller, 1922